# Władimir (obwód irkucki)
Władimir (ros. Владимир) – wieś (sieło) w Rosji, w obwodzie irkuckim, w rejonie załarińskim. W 2010 liczyła 899 mieszkańców.